# Émile Coste
Émile Louis François Désiré Coste (* 2. Februar 1862 in Toulon; † 7. Juli 1927 ebenda) war ein französischer Fechter und Offizier.

## Leben
Émile Coste nahm 1900 in London an den Olympischen Spielen am Einzelwettbewerb im Florettfechten teil. Er kämpfte sich ins Halbfinale vor, das er ungeschlagen auf dem ersten Platz seiner Gruppe beendete. Die Finalrunde schloss er als bester mit 6:1-Siegen ab und wurde somit Olympiasieger.
Bereits 1881 war Coste dem Militär beigetreten und diente zunächst in verschiedenen Infanterieregimentern. Von 1901 bis 1904 diente er im Range eines Capitaines als aide-de-camp des französischen Kriegsministers. Im Anschluss leitete er eine Militärsportschule, ehe er als Colonel aus dem aktiven Dienst ausschied. Er schrieb im Anschluss mehrere Bücher über das Fechten und Leibesertüchtigung. Coste wurde 1904 zum Ritter, 1916 zum Officier und schließlich 1923 zum Commandeur der Ehrenlegion ernannt.